# Florilège Rothschild
La Florilège Rothschild (Rothschild Miscellany) est un manuscrit enluminé de langue hébreue exécuté vers 1479 en Italie. Il compile environ 37 textes différents et contient 816 pages décorées dans le style de la Renaissance italienne, ce qui en fait l'un des plus riches manuscrits hébraïques enluminés. Autrefois propriété de la famille Rothschild, il est actuellement conservé au musée d'Israël à Jérusalem (180/051).

## Historique
Le manuscrit a été commandé par un certain Moïse ben Yekutiel ha-Kohen qui est mentionné au f.106r. D'après l'analyse des textes présents dans le recueil, il pourrait s'agir d'un juif d'origine allemande installé dans le nord de l'Italie. Les enluminures du manuscrit auraient été réalisées par des ateliers de Ferrare. L'historienne de l'art Ulrike Bauer-Eberhardt a proposé d'attribuer les miniatures sur des critères de style à l'atelier de Leonardo Bellini, neveu de Iacopo Bellini,. 
Le manuscrit est ensuite au XVIIIe siècle en possession de la communauté juive italienne de Gorizia, à la frontière de l'actuelle Slovénie. Là, il est repéré et étudié par le théologien anglais Benjamin Kennicott et Giovan Bernardo De Rossi, professeur à l'université de Parme. Entre 1832 et 1855, il appartient aux collections de Salomone de Parente, un marchand juif italien de Trieste. Il est acquis ensuite par Edmond de Rothschild. En 1942, il est saisi par les autorités nazies dans l'hôtel parisien des Rothschild, date à laquelle il disparait et est considéré comme perdu. Il ne réapparait qu'en 1950 : le libraire berlinois Hugo Streisand le propose à la vente à la bibliothèque du Jewish Theological Seminary de New York pour la somme de 5 000 dollars. Le bibliothécaire de cette institution, Alexander Marx le reconnait et le signale à son propriétaire légitime. Il est renvoyé à la famille Rothschild à Londres. En 1957, Jimmy de Rothschild fait don du manuscrit au musée Bezalel en Israël. Il est transféré au musée d'Israël en 1965 à la création de celui-ci,.
En 2012, le livre est inscrit au registre international Mémoire du monde de l'UNESCO.

## Description
Le manuscrit contient 37 textes différents d'une très grande diversité issus de la littérature hébraïque : la première partie contient des livres de la Bible (Livre des Psaumes, livre de Job et livre des Proverbes) et des prières pour toute l'année sous la forme d'une haggadah. La seconde partie contient des livres juridiques, des poèmes, des textes de Moïse Maïmonide et d'autres auteurs de la littérature rabbinique. 15 textes sont répartis dans les marges de l'ouvrage dont des commentaires, des traités historique, philosophiques et de morale,.
Sur les 946 pages, 816 sont enluminées de plusieurs centaines de mots initiaux et des illustrations des textes. Ce sont de textes bibliques et la haggadah qui sont les plus illustrés, avec des scènes de cérémonies religieuses et bibliques,.